# The Great American Bash 2006
The Great American Bash 2006 è stata la terza edizione dell'omonimo evento in pay-per-view prodotto annualmente dalla World Wrestling Entertainment. L'evento, esclusivo del roster di SmackDown!, si è svolto il 23 luglio 2006 al Conseco Fieldhouse di Indianapolis.
Questa edizione di Great American Bash è ricordata per le numerose sostituzioni in corsa avvenute durante la serata: Bobby Lashley, The Great Khali e Super Crazy furono infatti impossibilitati a combattere a causa di un elevato numero di enzimi nel fegato, mentre Mark Henry subì un infortunio al braccio.

## Storyline
Il main feud fu quello per il World Heavyweight Championship tra il campione Rey Mysterio e lo sfidante King Booker. Il 7 luglio a SmackDown! King Booker diventò il contendente nº1 al World Heavyweight Championship eliminando per ultimi William Regal e Matt Hardy in una Battle Royal. Nella stessa sera più tardi Queen Sharmell colpì con un low blow Rey Mysterio nel backstage. La settimana successiva a SmackDown! Mysterio si scontrò contro uno dei membri della Booker's Cort, ovvero William Regal, durante il match Mysterio impedì a King Booker di interferire e poco dopo schienò Regal aggiudicandosi il match. Dopo il match Rey eseguì una 619 e una senton su King Booker. Nella puntata di SmackDown! del 21 luglio Mysterio sconfisse King Booker in un match non titolato.
Un altro feud importante fu quello tra The Great Khali e The Undertaker. Il 21 maggio, a Judgment Day, Khali batté Undertaker. Un mese dopo, nella puntata di SmackDown! del 30 giugno, Khali sfidò Undertaker in un Punjabi Prison Match a The Great American Bash. La settimana seguente Undertaker accettò la sfida. Tuttavia, prima dell'inizio del match in pay-per-view, Khali fu dichiarato impossibilitato a combattere per via di un elevato livello di enzimi nel fegato e, dunque, l'ECW World Champion Big Show prese il suo posto nel Punjabi Prison match contro The Undertaker.
Un'altra faida molto attesa fu quella tra Batista e Mr. Kennedy. Mark Henry e Batista iniziarono un feud quando Henry intervenne nello Steel Cage match di coppia tra Batista e Rey Mysterio contro gli MNM (Joey Mercury e Johnny Nitro), dove di fatto Henry infortunò Batista. Batista ritornò nel mese di luglio attaccando Henry. A Saturday Night's Main Event, Henry subì un grave infortunio alla gamba (legit) in un Six-man tag team match e fu dunque costretto ad operarsi. Batista indisse quindi una "Open Challenge" e la sfida venne accettata da Kennedy; dunque i due si scontreranno a The Great American Bash.
Nel secondo incontro della serata, Finlay avrebbe dovuto difendere lo United States Championship in un Triple Threat match che avrebbe incluso l'ex-campione Bobby Lashley e William Regal (alleato di Finlay poiché entrambi membri della corte reale di King Booker), ma poiché anche Lashley non poté partecipare all'incontro a causa di un livello di enzimi nel fegato troppo alto, il General Manager Theodore Long stabilì che Finlay avrebbe comunque dovuto difendere il titolo degli Stati Uniti contro William Regal.
Nel terzo incontro della serata, Gregory Helms avrebbe dovuto difendere il Cruiserweight Championship contro Super Crazy ma anch'egli non poté prendere parte all'incontro per il medesimo motivo di Bobby Lashley e The Great Khali, e il suo posto venne preso da Matt Hardy, con la sola differenza che tale incontro non vide in palio il titolo dei pesi leggeri di Helms (per il semplice fatto che Hardy non era il contendente nº1 a tale titolo).

## Evento
Prima della messa in onda dell'evento, Funaki sconfisse Simon Dean.

### Match preliminari
L'evento si aprì con il match valevole per il WWE Tag Team Championship tra la coppia campione, Paul London e Brian Kendrick, e quella sfidante dei Pit Bulls (Jamie Noble e Kid Kash). London e Kendrick controllarono gran parte dell'incontro dopo che eseguirono diverse manovre combinate sui loro avversari. Noble e Kash ebbero un momento di dominio dopo che isolarono London, impedendogli di dare il cambio a Kendrick; tuttavia lo stesso London riuscì a dare il cambio al suo compagno, il quale fece piazza pulita per poi colpire Noble con uno splash dalla terza corda, andando vicino a chiudere il match. Nel finale, dopo che London colpì Kash con un dropkick, Kendrick schienò Noble con un sunset flip per vincere il match e mantenere i titoli di coppia.
Il secondo match della serata fu quello valevole per lo United States Championship tra il campione Finlay e lo sfidante William Regal. Finlay controllò gran parte dell'incontro sfruttando le numerose distrazioni che il Little Bastard causò a Regal. In seguito, senza farsi vedere dall'arbitro, Finlay colpì Regal al volto con uno stivale, che il Little Bastard sfilò dai piedi dello stesso Regal, per poi schienarlo facendo illegalmente leva sulle corde del ring per vincere il match e mantenere il titolo.
Il match seguente fu tra il Cruiserweight Champion Gregory Helms e Matt Hardy. Durante le fasi iniziali del match Hardy si portò in vantaggio dopo l'esecuzione di una hurricanrana e di una clothesline ai danni di Helms. Helms reagì colpendo Hardy prima con una neckbreaker e poi con un russian leg sweep. In seguito Helms eseguì una swinging neckbreaker dalla terza corda ai danni di Hardy per poi schienarlo, ma questi si liberò dallo schienamento. Hardy mise poi a segno il Side Effect, però Helms si liberò al conteggio di due. Hardy tentò di eseguire la Twist of Fate, ma Helms contrattaccò per poi colpire Hardy con lo Shining Wizard, che valse solamente un conto di due. Hardy colpì poi Helms con un moonsault dalla terza corda, andando vicinissimo alla vittoria. Nel finale, dopo aver indirizzato Hardy contro un paletto di sostegno del ring, Helms lo schienò tenendo irregolarmente i suoi pantaloni per vincere il match.

### Match principali
Il quarto match dell'evento fu il Punjabi Prison match tra The Undertaker e l'ECW Champion Big Show. Per vincere l'incontro era necessario evadere da entrambe le strutture di bamboo, sia da quella interna che da quella esterna. Dopo un batti e ribatti Big Show tentò di eseguire la Chokeslam su The Undertaker, ma questi rovesciò la manovra in una DDT per poi cercare di evadere dalla struttura interna. Big Show impedì a The Undertaker di evadere dalla struttura interna colpendolo con una canna di bamboo per poi eseguire su di lui la Chokeslam. The Undertaker si riprese per poi bloccare l'uscita di Big Show dalla gabbia interna mediante l'esecuzione di un superplex. In seguito sia The Undertaker che Big Show uscirono dalla struttura interna per poi continuare a combattere in quella esterna, dove Big Show schiantò The Undertaker attraverso un tavolo. Big Show fece successivamente aprire ad un arbitro una delle porte della gabbia interna per poi rigettare The Undertaker all'interno di essa. Mentre Big Show stava cercando di scalare la struttura esterna, The Undertaker scalò la gabbia interna per poi saltare su quella esterna riguadagnando così il vantaggio. Big Show bloccò poi The Undertaker e i due caddero a terra. The Undertaker colpì Big Show con un leg drop attraverso un tavolo per poi iniziare la scalata della gabbia esterna. The Undertaker si gettò poi su Big Show ed entrambi finirono contro la struttura; tuttavia la gabbia esterna collassò facendo finire tutti e due al suolo. Anche se entrambi caddero allo stesso momento, The Undertaker fu dichiarato vincitore poiché toccò per primo il suolo.
Il match che seguì fu il Fatal 4-Way Bra and Panties match tra Ashley Massaro, Jillian Hall, Kristal Marshall e Michelle McCool. Nel finale, Ashley vinse l'incontro dopo aver strappato la maglietta di Kristal mentre quest'ultima era intrappolata in una presa di Jillian.
Il sesto match della serata fu tra Batista e Mr. Kennedy. Durante le fasi iniziali dell'incontro Batista attaccò aggressivamente Kennedy, lanciandolo contro dei gradoni d'acciaio e procurandogli così una vistosa ferita alla fronte. Dopo aver illegalmente accecato Batista all'esterno del ring, Kennedy iniziò a dominare inaspettatamente la contesa. Batista reagì eseguendo una Spear su Kennedy per poi colpirlo violentemente con degli shoulder block. Batista bloccò poi Kennedy all'angolo con una presa di sottomissione illegale, dato che sfruttò le corde per imbrigliarlo, e venne squalificato dall'arbitro poiché si rifiutò di lasciare la presa. Kennedy si aggiudicò dunque il match per la squalifica di Batista. Al termine della contesa, nonostante avesse perso, Batista eseguì due Spinebuster su Kennedy per poi colpirlo con la Batista Bomb.
Il main event fu il match per il World Heavyweight Championship tra il campione Rey Mysterio e lo sfidante King Booker. Dopo un batti e ribatti iniziale, Queen Sharmell accecò Mysterio mentre Booker distrasse l'arbitro. Booker iniziò quindi a controllare la contesa colpendo Mysterio con uno spinning heel kick e con dei suplex, che valsero tuttavia solamente un conto di due. Booker tentò di eseguire la Book-End, ma Mysterio contrattaccò colpendolo con un dropkick per poi tentare la 619. Sharmell sventò la manovra di Mysterio sgambettandolo illegalmente, però l'arbitro se ne accorse e ordinò a Sharmell di rientrare nel backstage, lasciando così Booker senza aiuto. Mysterio colpì in seguito Booker con un superkick, uno springboard crossbody e una DDT, che valsero un conteggio di due. Successivamente Booker lanciò Mysterio verso l'arbitro, il quale finì inavvertitamente KO. Mysterio eseguì la 619 su Booker per poi colpirlo con una frog splash; tuttavia l'arbitro non si riprese dal KO precedente. Booker sfruttò quindi il momento e colpì Mysterio con un colpo basso per poi eseguire la Book-End. Booker prese in seguito una sedia d'acciaio con la quale cercò di colpire Mysterio; tuttavia questi eseguì un dropkick contro la sedia, facendola sbattere contro il viso dello stesso Booker. Pochi istanti dopo Chavo Guerrero arrivò sul ring con un'altra sedia in aiuto di Mysterio ma, inaspettatamente, Chavo colpì violentemente Mysterio in pieno volto con la sedia, effettuando un turn heel. Booker, anch'egli incredulo per ciò che era appena successo, ne approfittò e, dopo che anche l'arbitro si riprese, schienò Mysterio per vincere il match e conquistare il primo titolo mondiale WWE della sua carriera.

## Risultati
| #    | Incontri                                                                | Stipulazioni                                       | Durata |
| ---- | ----------------------------------------------------------------------- | -------------------------------------------------- | ------ |
| Dark | Funaki ha sconfitto Simon Dean                                          | Single match                                       | —      |
| 1    | Brian Kendrick e Paul London (c) hanno sconfitto Jamie Noble e Kid Kash | Tag team match per il WWE Tag Team Championship    | 13:28  |
| 2    | Finlay (c) ha sconfitto William Regal                                   | Single match per il WWE United States Championship | 13:49  |
| 3    | Gregory Helms ha sconfitto Matt Hardy                                   | Single match                                       | 11:43  |
| 4    | The Undertaker ha sconfitto Big Show                                    | Punjabi prison match                               | 21:35  |
| 5    | Ashley ha sconfitto Jillian Hall, Kristal e Michelle McCool             | Fatal four-way bra and panties match               | 05:17  |
| 6    | Mr. Kennedy ha sconfitto Batista per squalifica                         | Single match                                       | 08:38  |
| 7    | King Booker (con Queen Sharmell) ha sconfitto Rey Mysterio (c)          | Single match per il World Heavyweight Championship | 16:46  |